# Attila Sávolt
Attila Sávolt (ur. 23 września 1976 w Budapeszcie) – węgierski tenisista, reprezentant w Pucharze Davisa.

## Kariera tenisowa
Jako zawodowy tenisista występował w latach 1995–2006.
W grze pojedynczej wygrał 6 turniejów rangi ATP Challenger Tour. W grze podwójnej jego największym osiągnięciem jest awans wspólnie z Iraklim Labadze do finału rozgrywek rangi ATP World Tour w Sopocie, na nawierzchni ziemnej. Finałowe spotkanie przegrali jednak z Australijczykami Paulem Hanleyem i Nathanem Healeyem.
W latach 1996–2002 Sávolt reprezentował Węgry w Pucharze Davisa. Przez ten okres wystąpił łącznie w 35 pojedynkach, z których w 20 zwyciężył.
Najwyżej sklasyfikowany w rankingu singlistów był na 68. miejscu w maju 2002 roku, z kolei w zestawieniu deblistów w styczniu tego samego roku był na 133. pozycji.

### Zwycięstwa w turniejach ATP Challenger Tour w grze pojedynczej
| Końcowy wynik | Nr | Data | Turniej      | Nawierzchnia | Przeciwnik         | Wynik finału  |
| ------------- | -- | ---- | ------------ | ------------ | ------------------ | ------------- |
| Zwycięzca     | 1. | 1996 | Tampere      | Ceglana      | Jacobo Díaz        | 7:6, 1:6, 6:4 |
| Zwycięzca     | 2. | 1997 | Tampere      | Ceglana      | Todd Larkham       | 7:5, 6:0      |
| Zwycięzca     | 3. | 1999 | Nettingsdorf | Ceglana      | Markus Hipfl       | 6:1, 6:0      |
| Zwycięzca     | 4. | 1999 | Manerbio     | Ceglana      | Thierry Guardiola  | 6:4, 7:6(3)   |
| Zwycięzca     | 5. | 2001 | Sassuolo     | Ceglana      | Giorgio Galimberti | 6:4, 7:5      |
| Zwycięzca     | 5. | 2001 | Manerbio     | Ceglana      | Irakli Labadze     | 7:5, 6:2      |

### Finały w turniejach ATP World Tour
| Legenda                                      |
| -------------------------------------------- |
| Wielki Szlem                                 |
| Igrzyska olimpijskie                         |
| Tennis Masters Cup / ATP Finals              |
| ATP Masters Series / ATP Tour Masters 1000   |
| ATP International Series Gold / ATP Tour 500 |
| ATP International Series / ATP Tour 250      |

#### Gra podwójna (0–1)
| Końcowy wynik | Nr | Data          | Turniej | Nawierzchnia | Partner        | Przeciwnicy               | Wynik finału |
| ------------- | -- | ------------- | ------- | ------------ | -------------- | ------------------------- | ------------ |
| Finalista     | 1. | 23 lipca 2000 | Sopot   | Ceglana      | Irakli Labadze | Paul Hanley Nathan Healey | 6:7(10), 2:6 |